# Рафаел Бомбели
Рафаел Бомбели (на италиански: Rafael Bombelli; 1526, Болоня – 1572, Рим) е италиански математик и инженер-хидравлик. Известен е с въвеждането на комплексните числа в математиката и разработката на основните правила за действие с тях.

## Биография
Рафаел Бомбели се ражда в семейството на търговеца на вълна Антонио Мацоли и дъщерята на шивач Диаманте Скудиери. Той е най-голямото от техните шест деца. Учи архитектура. По това време са направени откритията на дел Феро и Николо Тарталия, които предизвикват масов подем на интереса към математиката, завладявал и Бомбели.
Намирайки се в Рим по работа, Бомбели се запознава с университетския професор Антонио Мариа Паци. Двамата решават заедно да преведат на латински език ръкописа „Аритметика“ на Диофант.
Едновременно с превода Бомбели пише своя трактат „Алгебра“ в три книги, където включва не само свои разработки, но и множество задачи на Диофант със собствени коментари. Планира да допълни трактата с още две книги с геометрично съдържание, но не успява да ги завърши.
В чест на Бомбели са кръстени на негово име лунния кратер „Бомбели“ и астероид „17696 Бомбели“.